# Jagodina
Jagodina (em cirílico:Јагодина) é um município da Sérvia central, capital do distrito de Pomoravlje. A sua população era de 73.456 habitantes no município segundo o censo de 2002.
A cidade foi mencionada pela primeira vez em 1399 como "Jagodna". De 1946 a 1992 a cidade foi renomeada para Svetozarevo (Светозарево). Quando os sérvios iniciaram seu levante contra a dominação do Império Otomano, Jagodina foi cenário de nomerosas batalhas. Após a Segunda Guerra Mundial, Jagodina foi fortemente industrializada. 

## Museus
- Museu de Jagodina
- Museu de Arte Naïve e Marginal
- Museu de Cera